# Val Rabbia
La Val Rabbia è una stretta valle alpina del gruppo dell'Adamello, tributaria laterale orientale della Val Camonica.

## Morfologia
Il suo imbocco è a circa 600 metri di quota, in corrispondenza del paese di Rino in comune di Sonico, mentre la sua testata è data dalla cima delle Granate, 3162 m s.l.m.
È attraversata dal torrente Rabbia, che sfocia nel fiume Oglio.
Si congiunge a nord con la Val Gallinera.